# Diamond DA62
Il Diamond DA62 è un bimotore ad elica da turismo multiruolo ad ala bassa prodotto dall'azienda austriaca Diamond Aircraft Industries negli anni duemila, e destinato al mercato dell'aviazione generale.

## Storia del progetto
Il team di sviluppo del DA62 fu guidato dall'amministratore delegato della Diamond, Manfred Zipper. Il velivolo si basava sulla fusoliera del Diamond DA50 monomotore, ma dotata di due motori diesel Austro AE300 alimentati da carburante Jet-A.
Annunciato per la prima volta nel marzo del 2012, il prototipo, denominato DA52, volò per la prima volta il 3 aprile dello stesso anno dallo stabilimento di Wiener Neustadt di Diamond alla fiera aeronautica AERO Friedrichshafen del 2012, durante la quale, l'aeromobile raggiunse un consumo di carburante pari a 16,6 mpg, risultato dai miglioramenti della resistenza di raffreddamento e della resistenza aerodinamica durante il suo sviluppo.
In seguito, nel giugno del 2014, fu annunciato che i velivoli di serie sarebbero stati ridenominati DA62.
Inizialmente la compagnia prevedette di mettere in vendita l'aeromobile a partire dal luglio del 2013 e di offrire comandi fly-by-wire come opzione entro il 2014, ma lo sviluppo fu ritardato e tali date non furono rispettate.
La certificazione da parte dell'EASA (European Aviation Safety Agency) fu rilasciata il 16 aprile 2015.
A settembre 2015, la società preparò a consegnare i primi DA62 di produzione ai primi clienti, mentre ad ottobre stava già fabbricando il primo velivolo destinato al mercato statunitense, destinato ad un'apparizione alla National Business Aviation Association Convention del novembre successivo. La certificazione da parte della Federal Aviation Administration (FAA) fu rilasciata il 23 febbraio 2016.
L'aeromobile è disponibile in due versioni di peso: la versione "europea" dotata di cinque posti e peso massimo al decollo di 1 999 chilogrammi (4 407 libbre), e la versione "americana" dotata di sette posti e peso massimo al decollo di 2 300 chilogrammi (5 071 libbre). Il minore peso massimo al decollo ha lo scopo di consentire agli utilizzatori di evitare i controlli maggiori per il controllo del peso da parte del Controllo del traffico aereo.
Ad aprile 2019 risultavano esser stati consegnati più di 120 DA62.

## Versioni

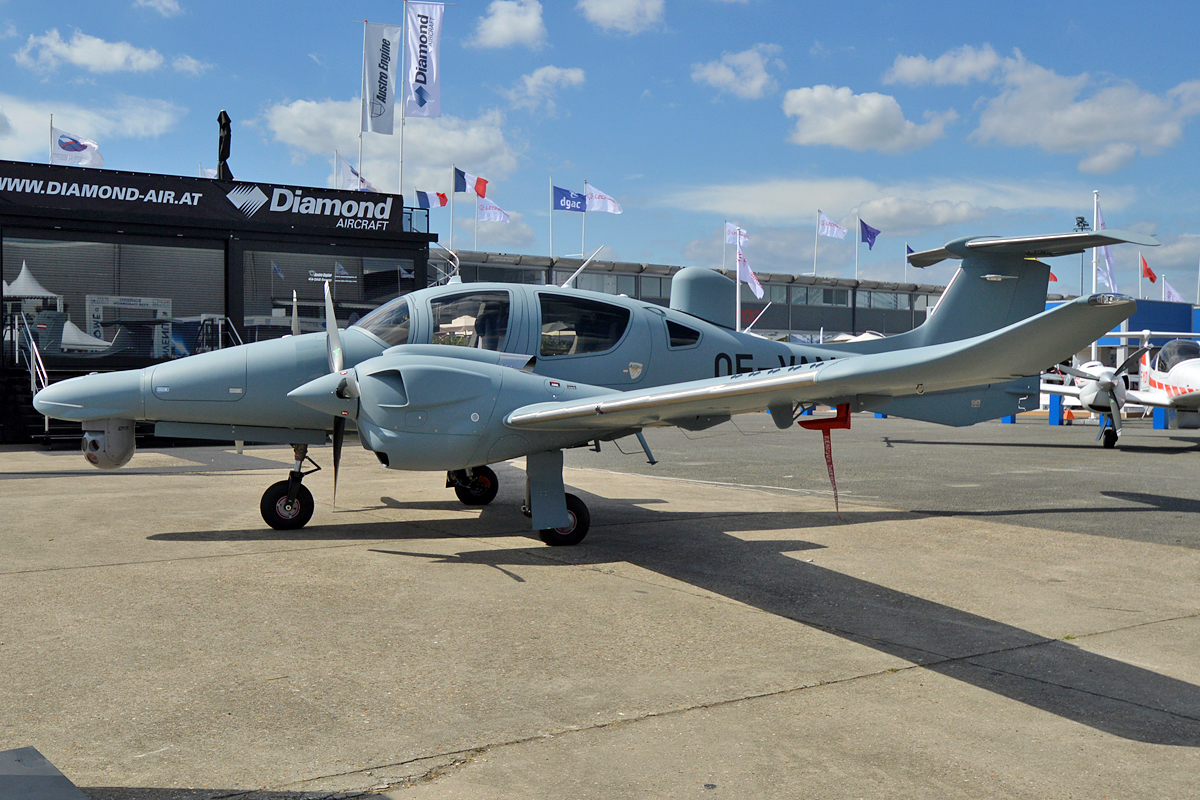
Diamond DA62 con sensori di sorveglianza al Paris Air Show 2017

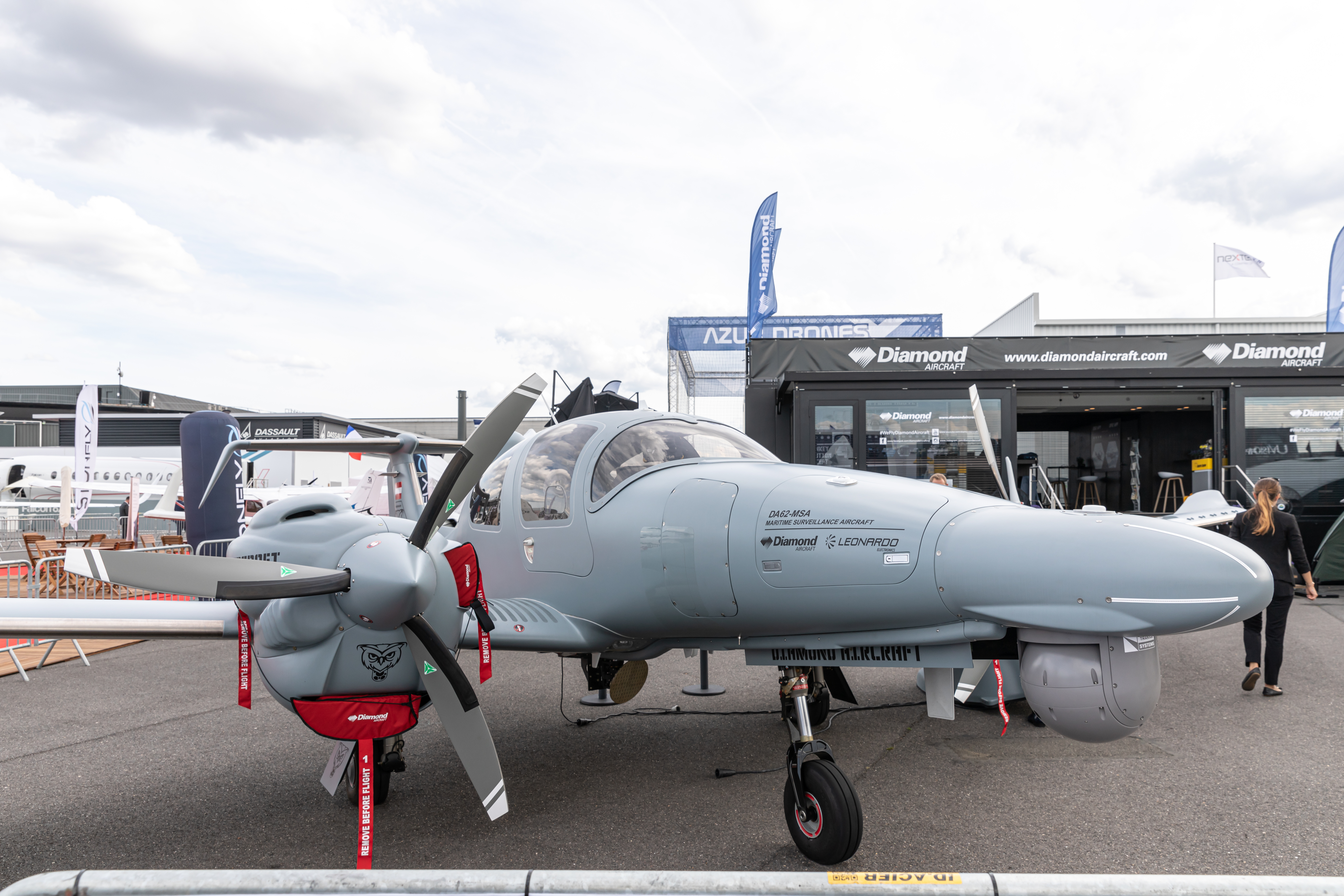
Diamond DA62 MSA a Le Bourget a giugno 2019

- DA52 – Denominazione iniziale dei 2 prototipi costruiti.
- DA62 - Variante di serie a cinque posti con una terza finestra aggiuntiva e uno stabilizzatore orizzontale più grande.
- DA62 MPP (Multi Purpose Platform) - Variante basata sul ben collaudato e multi-missione DA42 MPP, versatile ed economica per operazioni di contrasto, missioni di ricerca e salvataggio, sorveglianza delle frontiere terrestri e marittime, gestione delle catastrofi, monitoraggio delle infrastrutture e dell'ambiente, calibrazione dei sistemi di sbarco aeroportuali.[16]
- DA62 MSA (Maritime Surveillance Aircraft) - Versione per missioni di intelligence, sorveglianza e riconoscimento (ISR) adatte al pattugliamento marittimo e terrestre a corto e medio raggio, a prezzi contenuti.[17][18][19][20][21] La suite elettronica includerà il radar Gabbiano Ultra-Light TS 20 di Leonardo e un sensore elettro-ottico di terzi integrati con il sistema di missione ATOS di Leonardo.[17][18][19][20][21][22] Al posto del radar TS 20, è possibile installare anche il TS 80, apparato più potente del precedente.[22]

## Utilizzatori

### Civili
Germania
- QinetiQ GmbH

2 DA62 MPP consegnati.

### Militari
Argentina
- Ejército Argentino

1 DA62 MPP ordinato il 10 luglio 2023. Consegnato a settembre 2024.
 Nigeria
- Nigerian Air Force

4 DA62 ordinati nel 2021, i primi due dei quali consegnati tra il febbraio ed il luglio 2023, e gli ultimi due nell'ottobre successivo.
 Paesi Bassi
- Koninklijke Marechaussee

2 DA62 MPP noleggiati dalla QinetiQ GmbH, con il primo consegnato il 21 febbraio 2025.